# Jiří Janák

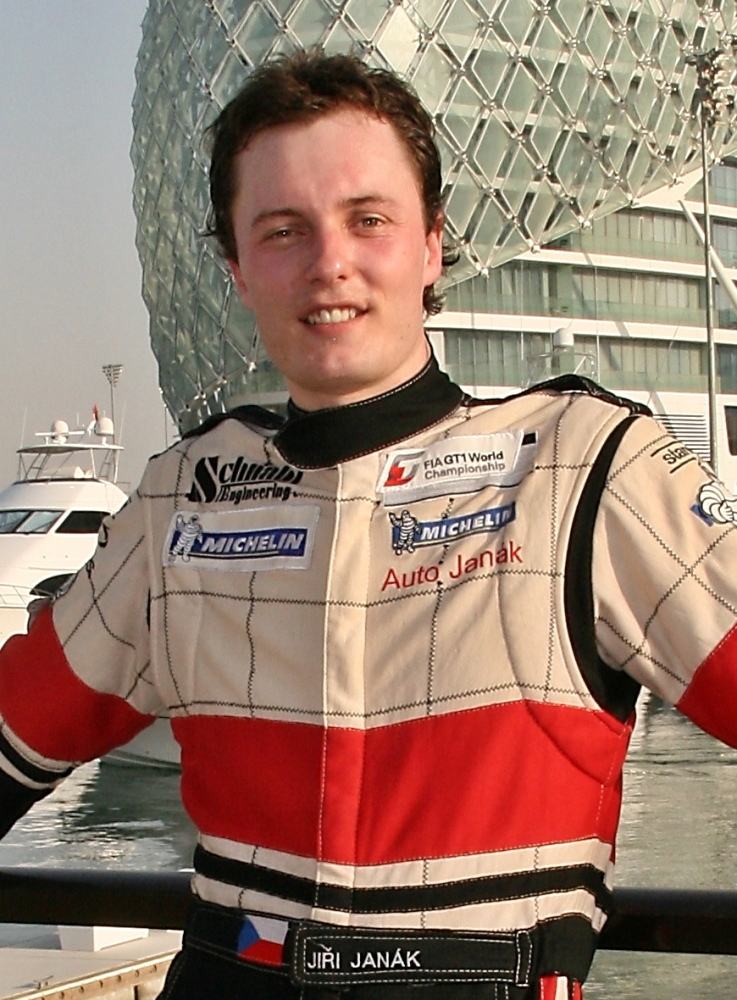
Jiří Janák 2011

Jiří Janák (* 1. August 1983) ist ein ehemaliger tschechischer Automobilrennfahrer.

## Karriere
Jiří Janák begann seine Motorsportlaufbahn im Markenpokalsport und fuhr von 2003 bis 2006 im tschechischen Škoda Octavia Cup. Dort gewann er 2004 den Vizemeistertitel und 2005 und 2006 den Meistertitel.
In der Saison 2005 startete er parallel im Mégane Trophy Eurocup. 2006 ging er mit einem Alfa Romeo 156 GTA in zwei Rennen in der Tourenwagen-Weltmeisterschaft und in der Italienischen Supertourenwagen-Meisterschaft an den Start. In der Italienischen Supertourenwagen-Meisterschaft belegte er am Saisonende den 13. Platz im Gesamtklassement.
Er fuhr von 2006 bis 2009 im Porsche Carrera Cup Deutschland und von 2007 bis 2009 im Porsche Supercup. Im Carrera Cup Deutschland erzielte er 2007 mit dem achten Platz seine beste Gesamtplatzierung. Seine beste Supercup-Gesamtplatzierung, einen zehnten Platz, erreichte er 2009 mit dem Team Konrad Motorsport.
Zusammen mit Frank Stippler trat er 2008 für das Team Mühlner-Motorsport mit einem Porsche 911 GT3 Cup S bei dem Rennwochenende auf dem Norisring in der ADAC GT Masters an.
In der FIA-GT-Meisterschaft bestritt er 2008 zwei Rennen. Das Rennen in Brünn fuhr er zusammen mit Tim Bergmeister auf einem Porsche 911 GT3 RSR (Typ 997) für das Team K plus K Motorsport in der GT2-Wertung und beendete es mit dem zweiten Platz bzw. zehnten Platz in der Gesamtwertung. In Nogaro trat er zusammen mit Alexander Müller für das Jetalliance Racing Team mit einem Aston Martin DBR9 in der GT1-Wertung an.
2009 ging er für das Team ARC Bratislava mit einem Porsche 911 GT3 Cup (Typ 997) in der A6-Wertung bei einem Langstreckenrennen der 24H Series an den Start.
Seine letzte Rennsaison bestritt Janák 2011 in der FIA-GT1-Weltmeisterschaft. Dort fuhr er einen Lamborghini Murciélago LP670 R-SV für das Swiss Racing Team.